# Рупрехт VI (граф Нассау)
Рупрехт VI (V) (нем. Ruprecht VI. (V.) von Nassau; до 1280 — 2 ноября 1304) — граф Нассау с 1298 года, представитель Вальрамской линии.
Сын германского короля Адольфа Нассауского и его жены Имажины фон Изенбург-Лимбург.
Точная дата рождения не известна. Впервые упоминается в 1292 году в справке, подтверждающей дарственную его бабки Матильды Гельдерн-Цютфенской монастырю Альтенбург. Судя по характеру документа, был в то время уже совершеннолетним.
В том же 1292 году был обручён с Агнессой (Анной), малолетней дочерью чешского короля Венцеслава II. Однако та через несколько лет умерла.
Рупрехт 2 июля 1298 года участвовал в битве при Гёльхейме, в которой погиб его отец, а он сам попал в плен к архиепископу Майнца Герхарду II фон Эпштайну. Освобождён в следующем году.
После смерти отца Рупрехт унаследовал южную часть графства Нассау. Он начал строительство городской стены в Идштайне.
Рупрехт умер бездетным 2 ноября 1304 года. Ему наследовал брат — Герлах.